# Margaret Cho
Margaret Mo-ran Cho (em coreano: 조모란 (hangul) / 趙牡丹 (hanja); romaniz.: Jo Mo-ran (Romanização revisada) / Cho Mo-ran (McCune–Reischauer); nascida em São Francisco, Califórnia, em 5 de dezembro de 1968)Margaret Tina Cho (San Francisco, 5 de dezembro de 1968) é uma comediante americana, designer de moda, atriz, escritora e artista. Cho é mais conhecida por sua rotina de stand-up, através da qual ela critica política e problemas sociais, especialmente os referentes a raça, sexualidade e sexo. Ela também dirigiu e apareceu em vídeos de música e tem sua própria linha de roupas. Ela é frequentemente apoiada pelos direitos LGBT e ganhou prêmios por seus esforços humanitários em nome das mulheres, asiáticos e a comunidade LGBT.
Em termos de qualidade, ela fez as cenas mais sérias, ao lado de John Travolta, como sua colega de FBI no filme de ação Face / Off. Cho fez parte da série de TV Drop Dead Diva na Lifetime Television, no papel de Terri, uma assistente paralegal.

## Inicio da vida
Cho nasceu em uma família coreana em San Francisco, Califórnia. Ela cresceu em uma vizinhança racialmente diversificada nas décadas de 1970 e 1980, que ela descreveu como uma comunidade de "velhos hippies, ex-drogados, burnouts dos anos 60, drag queens, chineses e coreanos. Dizer que foi uma fusão complicada é o de menos. Foi realmente confuso, esclarecedor, tempo maravilhoso."
Os pais de Margaret, Cho Young-Hie e Cho Seung-Hoon, dirigiam a Paperback Traffic, uma livraria em San Francisco. Seu pai escreve livros de piada, assim como uma coluna de jornal em Seul, Coreia do Sul. Depois que Cho manifestou interesse em desempenho, ela fez o teste e foi aceita na São Francisco Escola de Artes, uma de artes do ensino médio. Enquanto na escola, ela se envolveu com a escola de comédia do grupo de improvisação ao lado do ator Sam Rockwell.